# Sinfonia n. 31 (Haydn)

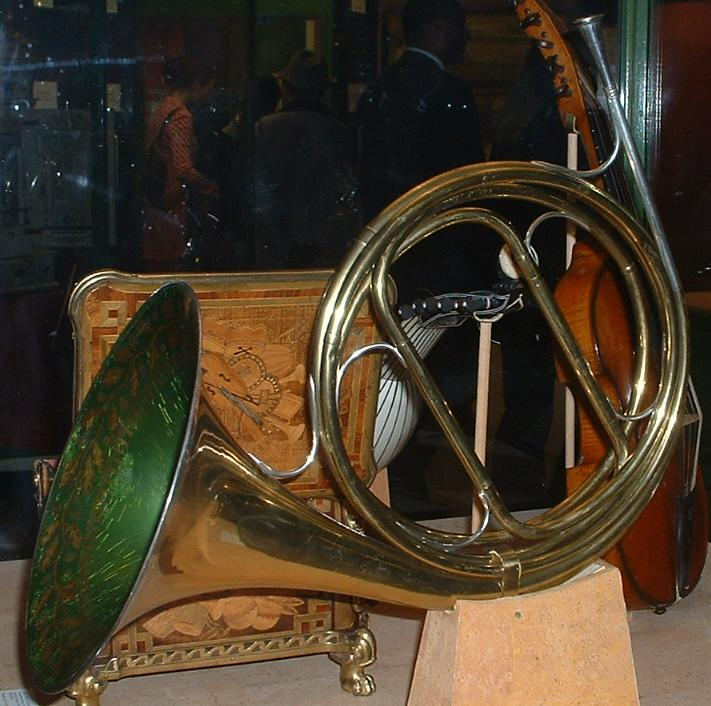
Corno naturale nel V&A Museum, Londra.

La Sinfonia n. 31 in Re maggiore di Joseph Haydn fu composta nel 1765. È conosciuta con il soprannome Col segnale del corno, a causa del ruolo prominente che assume, all'interno della composizione, una sezione di corni naturali particolarmente ampia: addirittura quattro. Forse a causa del prominente obbligato scritto per i corni, a Parigi, l'editore musicale Sieber pubblicò questo lavoro come "sinfonia concertante", intorno al 1785.

## Première
La prima performance di questa sinfonia ebbe luogo nella hall di uno dei palazzi del principe Esterházy, probabilmente nella dimora familiare di Eisenstadt. L'orchestra era molto piccola, con tre violini primi e tre violini secondi, una viola, un violoncello ed un basso; ma, a compensare ciò, la struttura della hall amplificava notevolmente la musica, garantendo un forte impatto sonoro quando i corni venivano suonati in gruppi da quattro.
È probabile che fu lo stesso Haydn uno dei primi violinisti, conducendo l'orchestra con il suo strumento. Citando Webster, "l'audience era composta solo dal principe ed i suoi ospiti, e spesso l'orchestra di Haydn, con i suoi quindici musicisti o giù di lì, era in sovrannumero rispetto agli ascoltatori".

## Struttura
Il lavoro è stato composto per un'orchestra di 2 oboi, 1 flauto, 4 corni, ed archi. Le performance moderne spesso optano per una sezione di archi più ampia rispetto a quella che fu utilizzata nella première.
La sinfonia consta di quattro movimenti:
1. Allegro, 3/4
2. Adagio, 6/8
3. Minuetto e Trio, 3/4
4. Finale: Moderato molto, 2/4

È il primo movimento che presenta la sezione di corni più drammatica. In questa sinfonia, Haydn inizia con una fanfara militare che include tutti e quattro i corni che iniziano il movimento e, subito a seguire, vengono seguiti da un corno solo. 
Il secondo movimento presenta un ritmo siciliano. Tutta l'orchestrazione (inclusi i quattro corni) viene mantenuta per tutti i passaggi, richiamando lo stile del concerto grosso.
Il finale è un tema a sette variazioni. Queste variazioni, insieme a quelle presenti nella Sinfonia n. 72, sono le prime a comparire nelle sinfonie di Haydn. La maggior parte delle variazioni è stata scritta per mettere in risalto un particolare strumento o una sezione dell'orchestra, in quest'ordine: oboi, violoncello, flauto, corni, violino solo, tutti, contrabbasso.
Nella sinfonia è anche presente una coda finale (Presto), le cui note finali ripetono la fanfara dei corni nel movimento di apertura.

## Critica
Webster definisce questa sinfonia come "un lavoro splendidamente ostentato, che mostra le prodezze dei cornisti nell'ottenere il massimo effetto dal proprio strumento in tutti e quattro i movimenti."